# Ralph Marcus
Ralph Marcus (* 17. August 1900 in San Francisco; † 25. Dezember 1956 in Chicago) war ein US-amerikanischer Althistoriker, Religions- und Kulturwissenschaftler für das hellenistische Judentum.

## Leben und Wirken
Marcus wurde 1900 als Sohn von Moses Marcus, einem Talmudgelehrten, und von Selma Marcus, geb. Neufeld, in San Francisco geboren. Nach dem verheerenden Erdbeben von 1906 zog seine Familie nach New York. Dort studierte Marcus an der Columbia University und erhielt 1927 seinen Abschluss (PhD). Der Titel seiner Dissertationsschrift ist „Law in the Apocrypha“ (Columbia 1927). Von 1925 bis 1927 hatte er zudem in Harvard u. a. bei Harry A. Wolfson studiert, der sein Interesse für das hellenistische Judentum verstärkte.
Er unterrichtete von 1927 bis 1943 am Jewish Institute of Religion in New York, wo er im Jahre 1935 zum Professor für Semitische Philologie ernannt wurde. Gleichzeitig wirkte er ab 1928 als Lecturer an der Columbia University. Im Jahr 1943 wechselte er als Associate Professor of Hellenistic Culture an das Oriental Institute der University of Chicago, wo er im Jahre 1950 zum ordentlichen Professor ernannt wurde. Im akademischen Jahr 1954/55 war er auch Visiting Professor (Gastprofessor) an der Johann Wolfgang Goethe-Universität Frankfurt am Main.
Zu seinen wissenschaftlichen Leistungen gehören u. a. Übersetzungen der Werke von Philon von Alexandria (Quaestiones et Solutiones in Genesim & in Exodum aus dem Armenischen) und Flavius Josephus (Antiquitates Judaicae). Daneben führte er das von Henry St. John Thackeray begonnene Josephus-Lexikon fort. Marcus war Mitherausgeber bedeutender Zeitschriften wie des Journal of Biblical Literature sowie Mitglied gelehrter Gesellschaften.
In seinen letzten Jahren wissenschaftlichen Arbeitens leistete er wichtige Beiträge zur Interpretation der Bedeutung der Schriftrollen vom Toten Meer und zur Analyse ihrer Beziehung zu den Essenern und den Gnostikern.
Ralph Marcus erlag am Weihnachtsfeiertag 1956 einen Herzinfarkt.

## Werke (in Auswahl)
- Law in the Apocrypha (= Columbia University Oriental Studies 26, ZDB-ID 762284-3). Columbia University Press, New York NY 1927 (Zugleich: Columbia, Univ., Diss.), (Nachdruck. AMS Press, New York NY 1966).